# 键盘政治
键盘政治，一般在中华人民共和国互联网中简称为键政，是指网民在互联网上议论政治相关话题，包括国家政策，国际形势，意识形态等进行评论的行为，是公共议题讨论的一种。实施这种行为的网民一般称作键盘政治家或键政人。互联网中的键盘政治可以通过刺激网络行动主义和强化网络社会链接促进政治参与，但由于此类行为本身脱离政治实践，往往存在观点脱离实际、缺乏可行性、加速政治极化和社会割裂等问题。

## 發展趨勢
“键盘政治”来源于英语语境中的“键盘政治家”（Keyboard Politician），指在Reddit、4chan、Twitter等论坛或社交媒体上自以为对政治议题无所不知而大发议论的人，含有贬义。
“键盘政治”现象本质上是政治与社会议题在互联网上的延续，在各个国家均有不同程度的体现，但表现形式与程度与不同国家的公共领域状况、进行政治实践的风险等因素有关，如印度的部分反对党成员在莫迪政府应对COVID-19不力时，因担心自己的生命健康安全而在家中进行“键盘政治”。
键政是中国民间面对国际竞争和内部矛盾而产生的前沿反应。由于受中国大陆的政治环境影响，与官方意识形态相异的主张均难以得到有效民主实践，所提出的“键盘政治”不需要考慮現實面，便越來越趨於空想與極端，偏激的看法成为了网民对無法參與的政治实践的替代補償，甚至是排解政治性抑郁的手段。

## 各方评价
上海师范大学比较文学与世界文学研究中心副教授姚云帆认为，互联网环境发生了从“网络政见”到“网络键政”的变化。“网络政见”的实施者往往是人文社科知识分子和文化界人士，其受众也是文科青年，他们或者想利用“思想”改变社会，或者想利用“学术”变成同他们偶像一样的知识界领导者。只有这套知识有着社会效应，“网络政见”群体才能感到满意。但“网络键政”的实施者理解政治和社会的知识不一定是人文或者社会科学学说，甚至也不在乎自己的政治知识和学问是否能理解世界，他们进行政治议论的目标是产生网络效应和在网络论辩中获胜，“网络键政”的核心不是线下的社会效应，而是网络社群效应，而激发这种效应的手段并非复杂的政治知识，而是有效的网络组织和修辞效应，如“粉红”群体的“出征”和“入关学”的“不辩经”。
清华大学社会科学学院博士生马逸凡认为，“键盘政治家”原先是贬义概念，随着互联网在中国的发展，中国社会的官民互动也在各种社会矛盾的交互作用下从抗争性政治逐步演化为回应性政治。在“以抗争求回应”的过程中，“键盘政治VS街头政治”的争论成为每一次网络抗争的共同主题。在泛娱乐化的网络生态下，论辩双方由最初的激烈辩论转向了相互调侃、揶揄，在这一过程中，“键盘政治家”一词从贬义概念变成了带有诙谐色彩的描述性概念，“键政圈”的概念由此形成。

## 扩展阅读
- 《东方学刊》2020年夏季刊